# Markéta Macková
Markéta Macková (ur. 1983) – czeska niepełnosprawna kolarka. Brązowa medalistka z Pekinu w 2008 roku.

## Medale Igrzysk Paraolimpijskich

### 2008
- - Kolarstwo - trial na czas - CP 1-2